# Stringerhoekstaal
Het stringerhoekstaal dient in de scheepsbouw als verbinding tussen de verticale scheepswand en het horizontale dek of gangboord. 
De verbinding wordt gebruikt tussen de berghoutsgang met de stringerplaat.
Voor de bepaling van de lastlijn wordt het stringerhoekstaal niet als dek of als gangboord aangemerkt binnen de binnenvaartregeling. Het stringerhoekstaal was - door de aanwijzing van verzekeringsmaatschappijen verplicht dit niet te lassen maar nog te klinken - een van de laatste constructies die in de scheepsbouw geklonken werd.